# Horst G. Klein
Horst Günter Klein  (* 26. Mai 1944 in Sadów (Sodow), Woiwodschaft Schlesien; † 10. Mai 2016) war ein deutscher Sprachwissenschaftler, Romanist und Hochschullehrer.

## Leben und Wirken
Horst Klein, geboren als Sohn von Mathilde Klein, geborene Cebulla, und Karl Klein, im Regierungsbezirk Oppeln, schloss im Jahre 1963 an der Helmholtzschule in Frankfurt am Main seine schulische Laufbahn mit dem Abitur ab und studierte anschließend an der Johann Wolfgang Goethe-Universität von 1963 bis 1966 Romanische Philologie mit dem Schwerpunkt Linguistik. Weitere Studienfächer waren Klassische Philologie und Politikwissenschaften. Hiernach wechselte er an die Johannes Gutenberg-Universität in Mainz, wo er sich dem Fach der Hungaristik zuwandte. Neben seinen Studien in Mainz führten ihn Studienaufenthalte in verschiedene andere europäische Städte, so Bukarest, Straßburg, Lissabon, Granada und Genua. Er wurde dann im Jahre 1969 in Frankfurt am Main zum Dr. phil. promoviert.
Von 1969 bis 1972 war Klein Wissenschaftlicher Assistent in Frankfurt am Main, daneben Lehrbeauftragter für die Rumänische Sprache, eine Funktion, die er von 1968 bis 1972 innehatte. Im Jahre 1972 wurde er Professor für Romanische Philologie in Frankfurt am Main und betätigte sich zwischenzeitlich in der Erwachsenenbildung an der Volkshochschule. Im Jahre 1981 bis 1982 trat er eine Gastprofessur an der Freien Universität in Berlin-Dahlem an. Später lehrte er wieder in Frankfurt am Main.
Klein ist Begründer und Federführender der Forschergruppe „EuroCom“ (Eurolinguistik). Seit 1963 war er Mitglied der Sozialdemokratischen Partei Deutschlands (SPD). Vom Jahre 1973 bis 1977 war er Gemeindevertreter in seinem Wohnort Kriftel (Hessen). Er war ab 1977 mit der Romanistin und Studienrätin Silvia Klein, geborene Bodtke (* 1952), verheiratet.
Horst G. Klein (1974) beschäftigte sich u. a. intensiv mit dem Phänomen des Aspekts. Nach seiner Auffassung habe dieser nichts mit den Zeitstufen zu tun. Vielmehr:
- findet eine aspektuelle Differenzierung immer auf ein und derselben Zeitstufe statt;
- hat das Kriterium der Dauer einer Handlung nichts mit dem Aspekt zu tun;
- muss die Begrenzung einer Handlung kein Unterscheidungskriterium sein. Sie ist beim perfektiven Aspekt impliziert und beim imperfektiven Aspekt nicht auszuschließen
- es gibt nur zwei Aspekte einer binären Aspektopposition (perfektiv und imperfektiv);
- die lexikalische Differenzierung des Deutschen wie „jagen“, „erjagen“ hat nichts mit dem Aspekt zu tun.

## Schriften (Auswahl)
- Das Verhalten der telischen Verben in den romanischen Sprachen erörtert an der Interferenz von Aspekt und Aktionsart.  Egelsbach, Frankfurt (Main) 1994 / Hänsel-Hohenhausen, Washington 1994. zugleich: Dissertationsschrift, Frankfurt (Main) 1969.
- Tempus, Aspekt, Aktionsart (= Romanistische Arbeitshefte. Band 10). Niemeyer, Tübingen 1974, ISBN 3-484-50071-9.
- mit Petre Ceauşescu: Einführung in die rumänische Sprache. 1972; 2., überarbeitete Auflage, Niemeyer, Tübingen 1979, ISBN 3-484-50060-3.
- Einführung in die Lateinamerikastudien. 1979.
- Europa International. Einführung ins Leseverstehen romanischer Sprachen; EuroCom Stufe I (= Editiones EuroCom. Band 19). Shaker, Aachen 2004, ISBN 3-8322-1980-3.
- Große Europäer. Transkulturelle Texte zum Leseverstehen romanischer Sprachen; EuroCom Stufe II (= Editiones EuroCom. Band 20). Shaker, Aachen 2011, OCLC-Nummer: 706930956.
- mit Tilbert D. Stegmann, Horst G. Klein: EuroComRom - Die sieben Siebe. Romanische Sprachen sofort lesen können (= Editiones EuroCom. Band 1). 3. Auflage, Shaker, Aachen 1999, ISBN 3-8265-6947-4 (PDF-Datei).
- EuroCom: Leseverstehen im Bereich der romanischen Sprachen. Babylonia  3–4/06, S. 57–61